# Gronowo Elbląskie (plaats)
Gronowo Elbląskie (Duits: Grunau) is een dorp in het Poolse woiwodschap Ermland-Mazurië, in het district Elbląski. De plaats maakt deel uit van de gemeente Gronowo Elbląskie en telt 1600 inwoners.